# Roger Arthur Johnson

Triângulo com os círculos de Johnson (vermelho) e os triângulos de Johnson (azul)

Roger Arthur Johnson (Gardner (Massachusetts), 1890 – 1954) foi um matemático estadunidense.
Johnson obteve um doutorado em 1913 na Universidade Harvard, orientado por Julian Coolidge, com a tese An Analytic Treatment of the Conic as an Element of Space of Three Dimensions. A partir de 1926 lecionou matemática no Brooklyn College.
Dele provém o teorema de Johnson:
Se três círculos iguais tiverem um ponto comum de interseção, então o círculo através das três outras interseções de quaisquer dois dos três círculos é do mesmo raio que os círculos de saída. O teorema foi provado por Johnson em 1916 e mostrou que mesmo na geometria triangular elementar ainda existem sentenças não descobertas.

## Obras
- Modern Geometry – An Elementary Treatise on the Geometry of the Triangle and the Circle, Houghton Mifflin, 1929